# Clémence Grimal
Clemence Grimal (ur. 4 marca 1994 w Figeac) – francuska snowboardzistka, specjalizująca się w half-pipie, dwukrotna medalistka mistrzostw świata.

## Kariera
Po raz pierwszy na arenie międzynarodowej pojawiła się 15 grudnia 2007 roku w Avoriaz, gdzie zajęła trzynaste miejsce w zawodach FIS Race w half-pipie. W marcu 2009 roku wystartowała na mistrzostwach świata juniorów w Nagano, zajmując 20. miejsce. Na rozgrywanych trzy lata później mistrzostwach świata juniorów w Sierra Nevada była ósma. W zawodach Pucharu Świata zadebiutowała 14 marca 2010 roku w Chiesa in Valmalenco, zajmując dziewiąte miejsce. Tym samym już w swoim debiucie wywalczyła pierwsze pucharowe punkty. Pierwszy raz na podium zawodów tego cyklu stanęła 13 grudnia 2013 roku w Ruka, kończąc rywalizację w half-pipie na trzeciej pozycji. W zawodach tych wyprzedziły ją jedynie Chinka Li Shuang i Rebecca Sinclair z Nowej Zelandii. Najlepsze wyniki w osiągnęła w sezonie 2013/2014, kiedy to zajęła 16. miejsce w klasyfikacji generalnej AFU. Ponadto w sezonie 2014/2015 była piąta w klasyfikacji half-pipe’a.
W 2015 roku wywalczyła brązowy medal podczas mistrzostw świata w Kreischbergu, ulegając tylko Chince Cai Xuetong oraz Queralt Castellet z Hiszpanii. Wynik ten powtórzyła na rozgrywanych dwa lata później mistrzostwach świata w Sierra Nevada, tym razem plasując się za Cai Xuetong i Japonką Haruną Matsumoto. W tej samej konkurencji zajęła także 14. miejsce podczas igrzysk olimpijskich w Soczi.

## Osiągnięcia

### Igrzyska olimpijskie
| Miejsce | Dzień     | Rok  | Miejscowość | Konkurencja | Zwyciężczyni       |
| ------- | --------- | ---- | ----------- | ----------- | ------------------ |
| 14.     | 12 lutego | 2014 | Soczi       | Halfpipe    | Kaitlyn Farrington |

### Mistrzostwa świata
| Miejsce | Dzień       | Rok  | Miejscowość   | Konkurencja | Zwyciężczyni |
| ------- | ----------- | ---- | ------------- | ----------- | ------------ |
| 3.      | 17 stycznia | 2015 | Kreischberg   | Halfpipe    | Cai Xuetong  |
| 3.      | 11 marca    | 2017 | Sierra Nevada | Halfpipe    | Cai Xuetong  |

### Puchar Świata

#### Miejsca w klasyfikacji generalnej
- sezon 2009/2010: 99.
  - AFU[2]
- sezon 2010/2011: 37.
- sezon 2011/2012: 50.
- sezon 2012/2013: 62.
- sezon 2013/2014: 16.
- sezon 2014/2015: 18.
- sezon 2015/2016: 30.
- sezon 2016/2017: 53.

#### Miejsca na podium w zawodach
1. Ruka – 13 grudnia 2013 (Halfpipe) – 3. miejsce
2. Sapporo – 14 lutego 2016 (Halfpipe) – 3. miejsce